# 경상남도밀양교육지원청
경상남도밀양교육지원청(慶尙南道密陽敎育支援廳, Miryang Office of Education)은 경상남도 밀양시의 교육을 담당하기 위해 경상남도교육청 산하에 설치된 교육지원청이다.
교육장은 장학관으로 보한다.

## 연혁
- 1942년 12월 31일: 교육법 제정으로 지방교육자치제 실시
- 1952년 9월 1일: 밀양군 교육구청 설립
- 1964년 1월 1일: 교육자치제 부활로 일반행정에서 분리 독립
- 1991년 3월 26일: 경상남도밀양교육청으로 개칭
- 2010년 9월 1일: 경상남도밀양교육지원청으로 개칭

## 조직

### 본청
- 교육지원과
  - 교육과정담당
  - 교육지원담당
  - 평생체육담당
  - 보건급식담당
- 행정지원과
  - 행정지원담당
  - 교육재정담당
  - 교육협력담당
  - 전산정보담당
  - 시설지원담당

### 부속기관
- 특수교육지원센터
- 밀양Wee센터
- 밀양컨설팅장학지원센터
- 밀양영재교육원

### 소속기관
- 밀양도서관
- 밀양하남도서관

### 관내학교
초등학교
| - 무안초등학교 - 미리벌초등학교 - 밀성초등학교 - 밀양초등학교 - 밀주초등학교 - 백산초등학교 | - 부북초등학교 - 사포초등학교 - 산내남명초등학교 - 산내초등학교 - 산동초등학교 - 산외초등학교 | - 삼랑진초등학교 - 상남초등학교 - 상동초등학교 - 송진초등학교 - 수산초등학교 | - 숭진초등학교 - 예림초등학교 - 청도초등학교 - 초동초등학교 - 태룡초등학교 |

중학교
| - 동국대학교 사범대학 부속홍제중학교 - 동명중학교 - 무안중학교 - 밀성여자중학교 - 밀성중학교 | - 밀양동강중학교 - 밀양여자중학교 - 밀양중학교 - 청도분교 - 삼랑진중학교 | - 상남중학교 - 상동중학교 - 세종중학교 - 초동중학교 |

## 같이 보기
- 교육부
- 경상남도
- 경상남도청
- 경상남도교육청